# USCGC Munro (WMSL-755)
USCGC Munro (WMSL-755) — шостий куттер типу «Ледженд» берегової охорони США. Призначений для забезпечення національної безпеки, охорони територіальних вод, захисту рибальських промислів і навколишнього середовища, проведення пошуково-рятувальних операцій, надання допомоги потерпілим. Кутери даного типу, після введення в експлуатацію, повинні замінити застарілі куттери типу «Hamilton».

## Назва
USCGC Munro є другим куттером, який названий на честь петті-офіцера I класу Дугласа Альберт Мунро, єдиного члена Берегової охорони США, який був нагороджений вищою військовою нагородою США — Медаллю Пошани.

## Будівництво

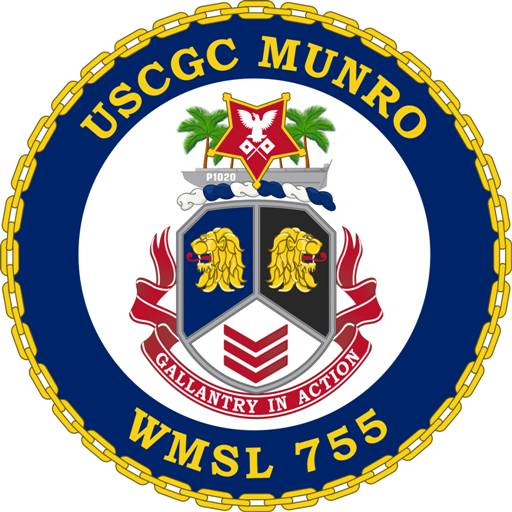
Емблема корабля

30 березня 2012 року підрозділ Ingalls Shipbuilding (завод в Паскагула, штат Міссісіпі) компанії Huntington Ingalls Industries отримало контракт вартістю 76 млн доларів США на придбання матеріалів для будівництва катера. 30 квітня 2013 року було отримано контракт на будівництво куттера. Вартість контракту склала 487,1 млн доларів США. 7 жовтня 2013 року був офіційно розпочато будівництво з церемонії різання перших 400 тонн сталі.
5 листопада 2014 року відбулася церемонія закладки кіля. 12 вересня 2015 року було спущено на воду. 14 листопада 2015 року відбулася церемонія хрещення. Хрещеною матір'ю стала Джулі Шихан, внучата племінниця Дугласа Мунро, на честь якого названий корабель. У період з 2 по 5 серпня 2016 року проходив ходові випробування в Мексиканській затоці. Під час випробувань було проведено тестування всіх систем корабля. 7 жовтня успішно завершив приймальні випробування, які проходили два дні в Мексиканській затоці. 16 грудня на заводі відбулася передача катера замовнику — берегової охорони США. 1 квітня 2017 року Сіетлі відбулася офіційна церемонія введення в експлуатацію. Капітан Томас Кінг взяв на себе командування куттером.

## Служба
18 червня 2019 року екіпаж брав участь у захопленні нарко-підводного човна, що перевозив 7700 кілограм кокаїну. Загальна кількість вилучених наркотиків була оцінена у понад 569 мільйонів доларів США, що є одне з найбільших вилучень наркотиків на сьогодні.
8 серпня 2021 року прибув у Західну частину Тихого океану для місячного розгортання в регіоні. Куттер буде діяти під тактичним контролем Командування 7-го флоту США.
27 серпня 2021 року разом з ракетним есмінцем «Кідд» здійснив плановий транзит Тайванської протоки через міжнародні води відповідно до міжнародного права. Транзит кораблів через Тайванську протоку демонструє прихильність США вільному та відкритому судноплавству в Індо-Тихоокеанському регіоні.
18-20 вересня 2021 року кутер брав участь у спільних триденних морських навчаннях з ВМС Австралії у Південно-Китайському морі.
21 вересня 2021 року провів спільні операції та навчання разом із судном берегової охорони Індонезії KN Pulau Dana, у Сінгапурській протоці.
20 жовтня 2021 року повернувся до порту приписки Аламеда, після 102-денного розгортання в західній частині Тихого океану.